# Biserica de lemn „Sfântul Ioan Botezătorul” din Pîrlița
Biserica de lemn „Sf. Ioan Botezătorul” este o biserică amplasată în Pîrlița, raionul Ungheni, Republica Moldova. Este un monument arhitectural de importanță națională inclus în Registrul monumentelor Republicii Moldova ocrotite de stat cu nr. 1679 (raionul Ungheni). Datează din 1817.